# Museo del Tíbet
El Museo del Tíbet (en tibetano: བོད་ལྗོངས་རྟེན་རྫས་བཤམས་མཛོད་ཁང་; en chino: 西藏博物馆)
es un museo oficial en la ciudad de Lhasa en la Región Autónoma del Tíbet, China. Inaugurado el 5 de octubre de 1999, es el primer gran museo, moderno en esa Región Autónoma. Tiene una colección permanente relacionada con la historia cultural del Tíbet. El museo cuenta con una colección de alrededor de 1.000 artefactos, de ejemplos de arte tibetano a diseño arquitectónico a lo largo de la historia , tales como puertas y vigas tibetanas.
El museo es un proyecto de varios millones de dólares. Se encuentra en un edificio en forma de L, situado justo debajo del Palacio de Potala en una esquina de la carretera Norbulingkha. El moderno edificio del museo fusiona la arquitectura tibetana tradicional con lo moderno. Se trata de un edificio de ladrillo gris con muebles de techo marrón oscuro y blanco con un techo dorado naranja dorada. El museo se estructura en tres secciones principales: Una sala de exposiciones principal, un jardín cultural, área folklórica y un espacio administrativo.